# Bethonvilliers
Bethonvilliers (deutsch früher Bethweiler) ist eine französische Gemeinde mit 237 Einwohnern (Stand: 1. Januar 2022) im Territoire de Belfort in der Region Bourgogne-Franche-Comté. Die Bewohner werden Bévillois und Bévilloises genannt.

## Geographie
Bethonvilliers liegt auf 375 m, etwa neun Kilometer nordöstlich der Stadt Belfort (Luftlinie). Das Dorf erstreckt sich im Norden der Burgundischen Pforte, auf dem Plateau im Vorland der Vogesen, am Bachlauf der Madeleine.

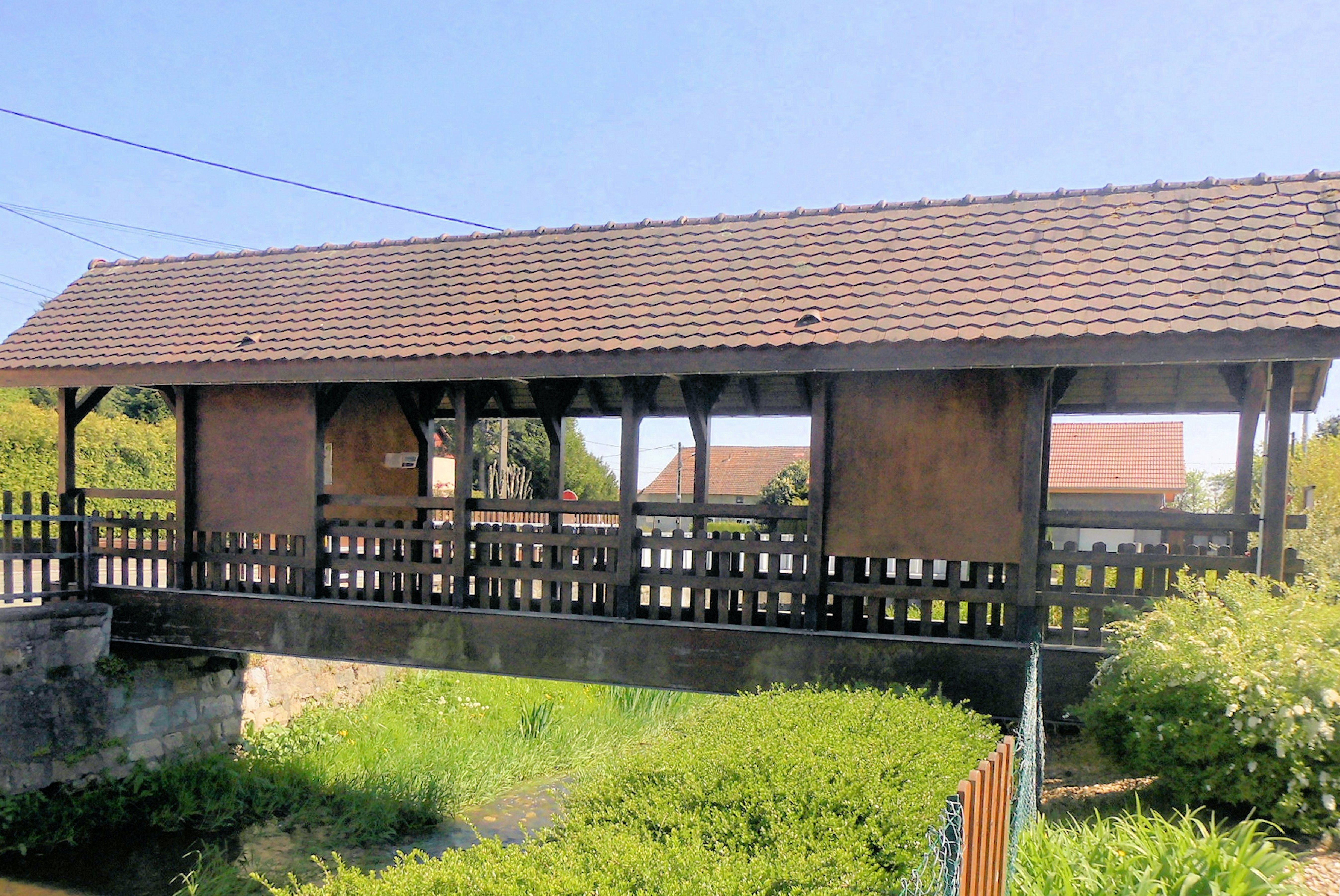
Überdachte Holzbrücke über die Madeleine

Die Fläche des 1,90 km² großen Gemeindegebiets umfasst einen Abschnitt der nur schwach reliefierten Landschaft im Bereich der Burgundischen Pforte (Trouée de Belfort). Der Hauptteil des Gebietes wird von einem Plateau eingenommen, das durchschnittlich auf 380 m liegt und ganz leicht gegen Süden geneigt ist. Es ist überwiegend mit Acker- und Wiesland bedeckt, zeigt aber auch einige Waldflächen. Auf einer Anhöhe nordöstlich des Dorfes wird mit 407 m die höchste Erhebung von Bethonvilliers erreicht. Die westliche Abgrenzung bildet die Madeleine, die durch eine mehr als 500 m breite, flache Talmulde fließt. Sie sorgt für die Entwässerung nach Süden über die Bourbeuse zur Allaine.
Nachbargemeinden von Bethonvilliers sind Saint-Germain-le-Châtelet im Norden, Lagrange und Larivière im Osten sowie Menoncourt im Westen.

## Geschichte
Erstmals urkundlich erwähnt wird Bethonvilliers im Jahr 1295 als Betonvelier. Zunächst im Einflussbereich der Herren von Montbéliard stehend, gelangte das Dorf Mitte des 14. Jahrhunderts unter die Oberhoheit der Habsburger. Die Madeleine bildete die Grenze zweier Herrschaften, so dass das Dorf geteilt war: Bethonvilliers-rive-droite gehörte zur Propstei Belfort, während Bethonvilliers-rive-gauche der Herrschaft Rougemont unterstellt war. Zusammen mit dem Sundgau kam das Dorf mit dem Westfälischen Frieden 1648 an die französische Krone. Seit 1793 gehörte Bethonvilliers zum Département Haut-Rhin, verblieb jedoch 1871 als Teil des Territoire de Belfort im Gegensatz zum restlichen Elsass bei Frankreich. In der ersten Hälfte des 20. Jahrhunderts wurde das Dorf durch eine Bahnlinie, die von Belfort nach Étueffont führte, an das französische Eisenbahnnetz angebunden. Seit 1997 gehörte Bethonvilliers zunächst zum Gemeindeverband Communauté de communes du Tilleul, der 2017 in der Grand Belfort Communauté d’Agglomération aufging. Bethonvilliers ist kirchlich von Saint-Germain-le-Châtelet abhängig.

## Bevölkerung
| Bevölkerungsentwicklung | Bevölkerungsentwicklung |
| Jahr                    | Einwohner               |
| ----------------------- | ----------------------- |
| 1962                    | 96                      |
| 1968                    | 92                      |
| 1975                    | 136                     |
| 1982                    | 116                     |
| 1990                    | 154                     |
| 1999                    | 217                     |
| 2016                    | 253                     |

Mit 237 Einwohnern (1. Januar 2022) gehört Bethonvilliers zu den kleinen Gemeinden des Département Territoire de Belfort. Nachdem die Einwohnerzahl in der ersten Hälfte des 20. Jahrhunderts klar abgenommen hatte (1891 wurden noch 191 Personen gezählt), wurde seit Beginn der 1970er Jahre wieder ein kräftiges Bevölkerungswachstum verzeichnet. Seither hat sich die Einwohnerzahl mehr als verdoppelt.

## Wirtschaft und Infrastruktur
Bethonvilliers war bis weit ins 20. Jahrhundert hinein ein vorwiegend durch die Landwirtschaft (Ackerbau, Obstbau und Viehzucht) geprägtes Dorf. Die Wasserkraft der Madeleine wurde früher für den Betrieb von Mühlen genutzt. Von Bedeutung waren in früherer Zeit ein Hochofen (1684 bis 1833), in dem das Eisenerz aus der Umgebung verhüttet wurde, sowie eine Baumwollspinnerei (ab Mitte des 19. Jahrhunderts). Heute gibt es verschiedene Betriebe des lokalen Kleingewerbes sowie ein Bauunternehmen. Mittlerweile hat sich das Dorf zu einer Wohngemeinde gewandelt. Viele Erwerbstätige sind auch Wegpendler, die in den Agglomerationen Belfort und Mülhausen ihrer Arbeit nachgehen.
Die Ortschaft ist verkehrstechnisch gut erschlossen. Sie liegt nahe der Hauptstraße Route nationale 83, die von Belfort nach Mülhausen führt. Der nächste Anschluss an die Autoroute A 36, welche das Gemeindegebiet durchquert, befindet sich in einer Entfernung von ungefähr drei Kilometern. Weitere Straßenverbindungen bestehen mit Saint-Germain-le-Châtelet, Lagrange und Menoncourt.